# Piotr Miączyński
Piotr Miączyński herbu Suchekomnaty (wzm. 1597 zm. ok. 1661) – syn Andrzeja Miączyńskiego rotmistrza królewskiego oraz Katarzyny Westemp (Występ). 
Pełnił funkcje podczaszego czernihowskiego, był pułkownikiem regimentu Ordynacji Ostrogowskiej wraz z nim walczył z Kozakami, Tatarami i Turkami. Od 1648 roku był kasztelanem czernihowskim. Był towarzyszem broni Jakuba Sobieskiego, co z pewnością spowodowało podniesienie rangi rodu. Przeniósł się z Miączyna na Ruś Czerwoną, a miejscowością rodową stały się Zawieprzyce
- Żona Regnia Cieklińska z Cieklina h. Awdaniec.
- Żona Katarzyna Kostrzak

## Potomkowie
- Atanazy Walenty Miączyński (ur. 1639 zm. 1723) podskarbi nadwornny koronny
- Stanisław Michał Miączyński zm. 1715, cześnik mielnicki, rotmistrz, żona Joanna Rościeska
- Zofia Miączyńska, mąż Jan Sławkowski,
- Anna Miączyńska, mąż Teodor Krasnosielski
- Petromela Miączyńska, mąż Michał Horbowski, mąż Jerzy książę Szujski
- Andrzej Miączyński zm. 1699, wicerotmistrz chorągwi pancernej, cześnik płocki, żona Anna Rościska